# Ban (Klapper)

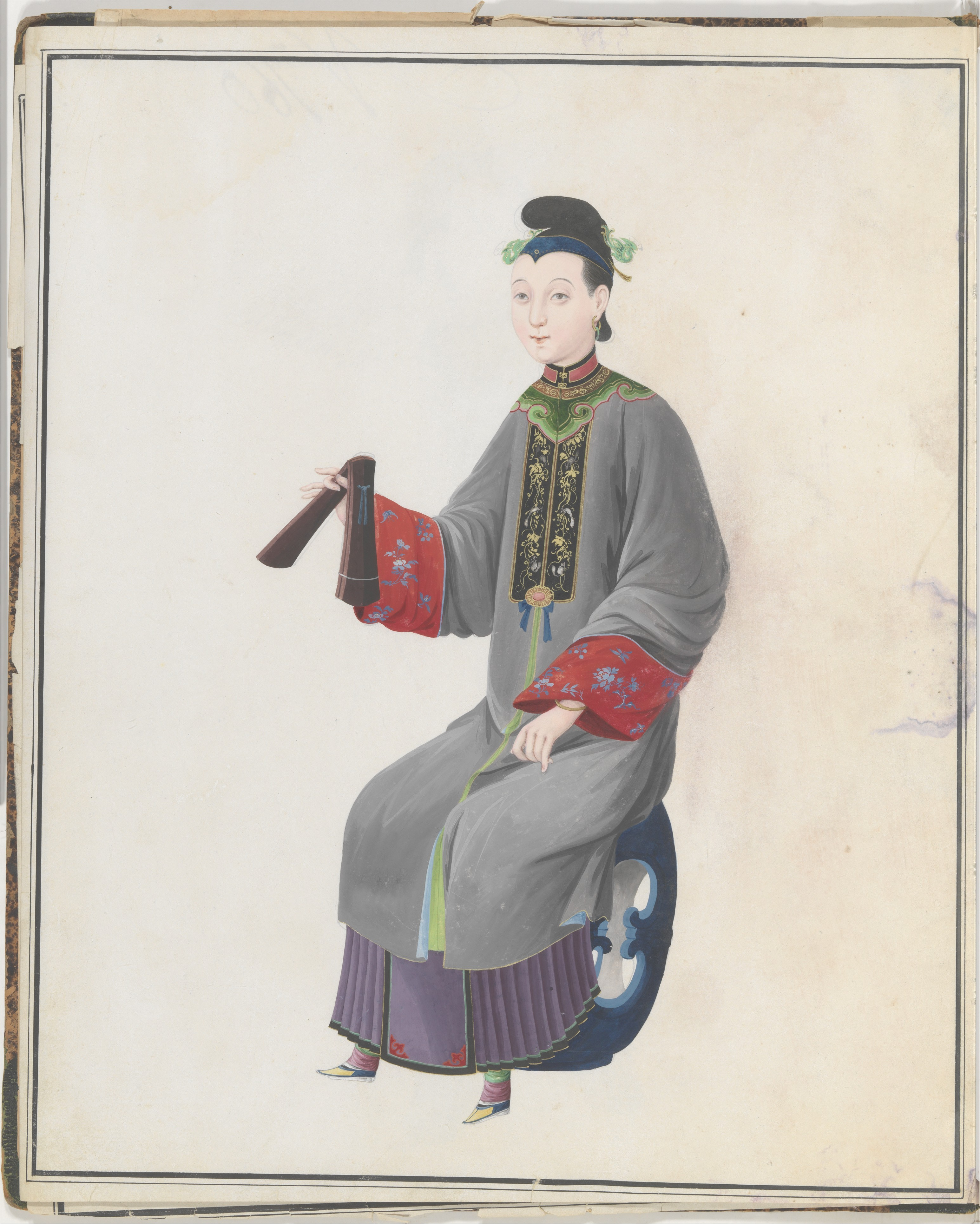
Musiker mit den Gegenschlagstäben paiban. Aquarell vom Ende des 18. Jahrhunderts. Metropolitan Museum of Art

Ban (chinesisch 板, Pinyin bǎn, „Platte“, „flaches Brett“, auch „schlagen“) bezeichnet mehrere hölzerne Idiophone, die in der chinesischen Musik als Rhythmusinstrumente und Taktgeber eingesetzt werden. Hierzu gehören:
- paiban (拍板,  pāibǎn, auch pai-pan, mit pai, „schlagen, klatschen“), verschiedene Klappern aus zwei oder mehreren miteinander verbundenen Gegenschlagstäben aus Hartholz oder Bambus, die in der chinesischen Musik weit verbreitet sind,
- guban, ein kombiniertes Perkussionsinstrument, bestehend aus einer Rahmentrommel bangu und einer paiban, von einem Musiker gespielt,
- bangzi (梆子,  bāngzi, auch bangban), in Nordchina zwei unterschiedlich große Hartholzklötze, die im regionalen chinesischen Operngenre Hebei bangzi als Taktgeber zusammengeschlagen werden (Gegenschlagstäbe),
- nanbangzi („südliche bangzi“), in Südchina seitlich geschlitzter langrechteckiger Holzblock, der in der Kanton-Oper mit einem oder zwei dünnen Schlägeln geschlagen wird,
- muyu (木魚 / 木鱼,  mùyú), ein Aufschlagidiophon, typologisch eine kleine Schlitztrommel, und
- sibao (四宝,  sìbǎo), zwei in der alten Nanguan-Oper zusammen verwendete Klappern aus jeweils zwei gegeneinandergeschlagenen Bambusstreifen.

## Herkunft und Verbreitung

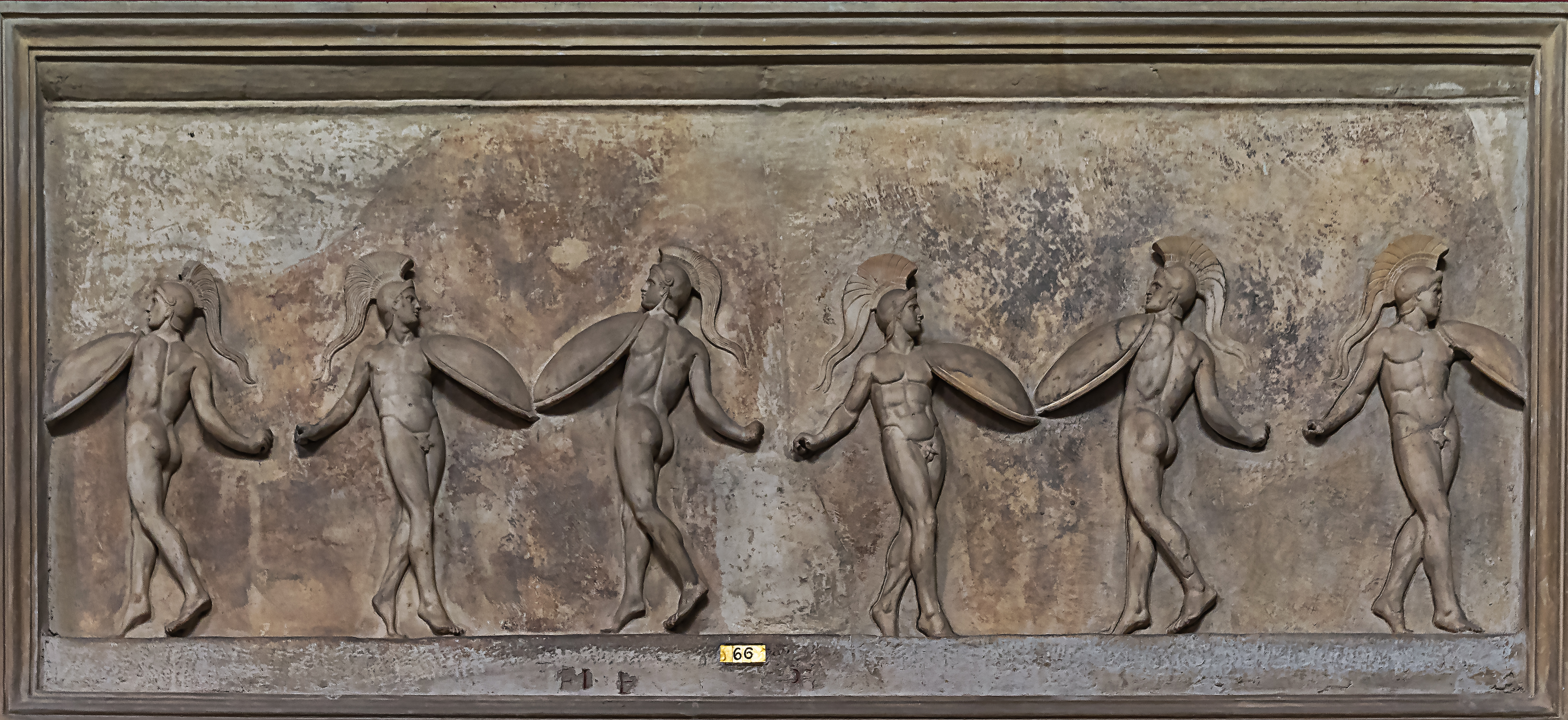
Korybantentanz mit rhythmisch zusammengeschlagenen Schwertern und Schildern. Altgriechisches Relief aus dem 1. Jahrhundert v. Chr. Vatikanische Museen

Am Anfang rhythmischer Ausdrucksformen standen Schläge auf und mit dem eigenen Körper: Händeklatschen, Schlagen auf andere Körperteile und Fußstampfen. Die Erweiterung dieser rhythmischen Körperbewegungen mittels Klangwerkzeugen wie dem liegenden Schlagbalken führte an den Beginn der Instrumentalmusik. Curt Sachs (1928) stellt in seinem Entwicklungsmodell der Musikinstrumente den paarweise verwendeten Gegenschlagstäben die Waffen voran, die Tänzer bei rituellen Waffentänzen in den Händen hielten. Die frühesten Gegenschlagstäbe waren demnach bei den australischen Aborigines Paare von Bumerangs (knieförmige Wurfkeulen) in den Händen der Tänzer, die beim Zusammenschlagen kaum lauter geklungen haben dürften als Händeklatschen.
Eine Vase aus dem prädynastischen Ägypten zeigt Tänzerinnen, die ähnliche knieförmig gebogene Holzstäbe in den Händen halten. Später, im Alten Reich, wurden bei Tänzen anstelle der unpraktischen gebogenen Form gerade Rundhölzer verwendet, die nunmehr eine Rolle in Fruchtbarkeitstänzen angenommen haben. So stellt ein Relief im Grab des Neferirtenef in Sakkara (2454–2296 v. Chr.) eine Reihe von jungen Männern dar, die mit weiten Schritten einen Tanzreigen aufführen und sich dabei mit Schlagstäben rhythmisch begleiten.
Im antiken Griechenland führten Korybanten (Ritualtänzer) einen Waffentanz auf, indem sie mit ihrem Schwert rhythmisch auf den Schild des nächsten Tänzers schlugen. In vielen Regionen erhielten die Schlagstäbe eine magische Funktion. Von den Luritja und Arrernte, zwei Stämmen der Aborigines in Australien, wurde berichtet, dass sie in einem mutmaßlich totemistischen Ritual mit Schlägen von rot bemalten Stöcken auf den Boden das Quaken der Frösche imitieren wollten. Die Kogi (Cágaba) in der Sierra Nevada von Kolumbien schlugen Stöcke in einem Ritualtanz, um Vögel von der Ernte abzuhalten. In Indien werden bei zahlreichen Volkstänzen Gegenschlagstäbe danda verwendet, bei einem „Schwerttanz“ symbolisieren diese den Kampf mit Schwertern der hinduistischen Göttin Durga gegen ihren Widersacher.
Laut dem Lüshi chunqiu, einer enzyklopädischen Schrift aus dem 3. Jahrhundert v. Chr., entstand die Musik in China aus einer göttlichen Kraft (taiyi), die zuvor auch die Welt erschaffen hatte. Nach anderen Schriften waren für die Erfindung der Musik vorzeitliche Kulturheroen verantwortlich. Daraus resultiert die Vorstellung, die Musik habe magische Fähigkeiten, um die Natur und die jenseitige Welt zu beeinflussen, weshalb Musik und Tanz bei religiösen Ritualen, zur Abwehr von Gefahren und zur Unterstützung vor Kriegseinsätzen aufgeführt wurden. Felszeichnungen aus vorgeschichtlicher Zeit und eine Zeichnung auf einer Tonschale (vor 3000 v. Chr.) zeigen möglicherweise von Schlag- und Blasinstrumenten begleitete Tänze. Die frühesten chinesischen Idiophone waren literarischen Quellen zufolge Klangsteine, der hölzerne Schlagkasten zhu, das Schrapinstrument yu und Glocken zhong. Die ältesten gefundenen Glocken sind aus dem 3. Jahrtausend stammende einfache Formen aus Ton. Im Buch der Lieder (Shījīng, entstanden 10.–7. Jahrhundert v. Chr.) werden neben Stimmpfeifen und Trommeln auch Klangsteine (ching) und von außen angeschlagene Glocken (chung) erwähnt. Die vielleicht ältere Glocke to war eine Handglocke mit einem hölzernen Klöppel im Innern. Ab der Mitte des 1. Jahrtausends v. Chr. scheint die Musik durch den Einsatz gestimmter Idiophone (Glockenspiel bianzhong und Klangsteinspiel bianqing) eine große Klangfülle erhalten zu haben.
Die mythischen Vorstellungen vom Ursprung der alten chinesischen Musik wurden von Dong Zhongshu (179–105 v. Chr.) und anderen konfuzianischen Gelehrten der Han-Zeit (207 v. Chr. – 220 n. Chr.) formalisiert und in aktualisierter Fassung festgehalten. Die Grundlagen der alten Musik finden sich im zu dieser Zeit entstandenen Musiktraktat Yueji, dem späteren 19. Kapitel im Buch der Riten (Jili). Die höfische Sakralmusik (yayue, „erhabene Musik“), die sich mit der Natur, den Geistern und Ahnen beschäftigte, war für die Zeremonien der konfuzianischen Kaiser von zentraler Bedeutung. Die bis heute gültige Klassifizierung der Musikinstrumente nach dem Material in Acht Klänge (bayin, „acht yin / Kategorien“) geht bis auf die frühe Zhou-Dynastie (ab dem 11. Jahrhundert v. Chr.) zurück. Darin gehören zur Kategorie mu („Holz“) unter anderem der Schlagkasten zhu, der Schraptiger yu, der Holzfisch mùyú und die Holzklötze bangzi.

## Bauform und Spielweise
In den frühesten Quellen zur chinesischen Musikgeschichte werden keine hölzernen Klappern und Rasseln erwähnt, obwohl sie sehr wahrscheinlich seit jeher verwendet wurden. Die Quellen befassen sich mit der religiösen und staatlich-zeremoniellen Musik, während hölzerne Idiophone hauptsächlich in der weltlichen Unterhaltungsmusik und als Signalgeber gebraucht wurden. Klappern kamen und kommen in den Orchestern verschiedener Operngenres (allgemein xiqu), als rhythmischer Begleiter von gesungenen Liedern, Versen, Tänzen und in kleinen Ensembles, die Geschichten erzählen (quyi), zum Einsatz. Der aus der Provinz Fujian stammende Maler Huang Shen (1687–1772) fertigte 1730 ein Album aus zwölf Blättern mit Genredarstellungen (fengsu tu) an, die Gaukler, Komödianten, Akrobaten und Musikanten darstellen. Auf mehreren Blättern bedienen sich die Akteure bei ihren Aufführungen einer in der hochgestreckten Hand gehaltenen Klapper.
Eine Signalfunktion besaßen etwa Klappern, mit denen wie im mittelalterlichen Europa Leprakranke wegen der Ansteckungsgefahr auf der Straße ihr Kommen anzeigen mussten. Ebenso machten Verkäufer auf Märkten, Bettler und Barbiere mit Rasseln und Klappern auf sich aufmerksam und bei Beerdigungen schlugen Trauergäste hölzerne Klangerzeuger. An den Eingangspforten von chan-buddhistischen Klöstern hingen Schlagbalken für Besucher, um sich anzumelden.

### Paiban mit drei Stäben

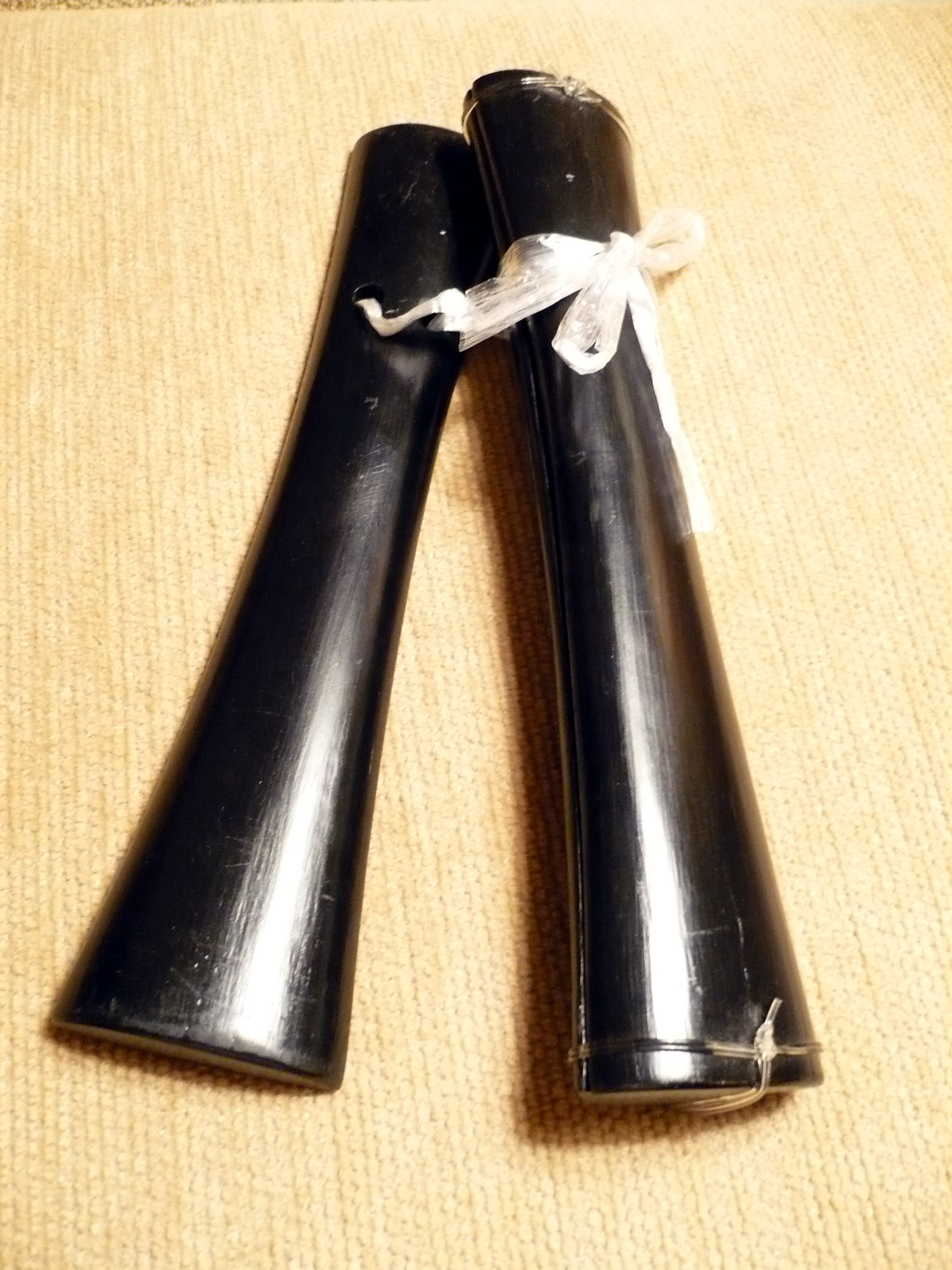
Zwei verbundene Stäbe einer paiban mit drei Stäben

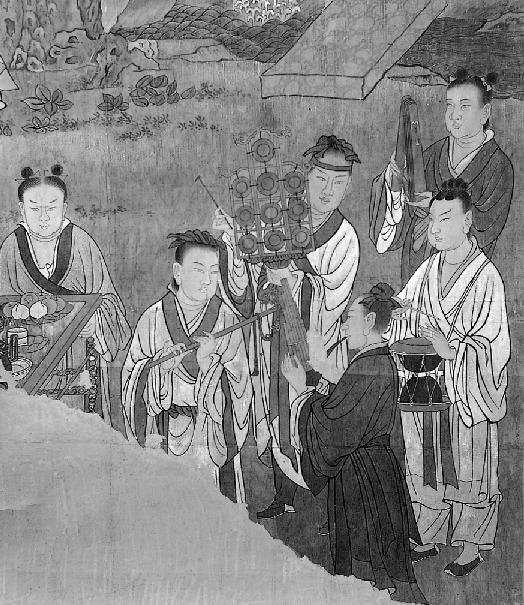
Daoistisches Ensemble mit Querflöte dizi, Gongspiel yunluo, Mundorgel sheng, Sanduhrtrommel yaogu und rechts hinten paiban. Türkis-rote Wandmalerei im Tempel Yongle Gong, 1358

Klappern wurden bevorzugt aus Bambus oder aus Rotholz (Sandelholz und Palisander) angefertigt. Die manchmal fälschlich als Kastagnetten beschriebenen paiban sind Gegenschlagstäbe (Klappern), die aus zwei dünnen Rotholzplatten oder -stäben bestehen, die an einem Ende durchbohrt sind. Mit einer durch das Loch gezogenen Kordel werden die Platten lose zusammengehalten. Eine dritte unverbundene Platte dient zum Anschlagen der beiden anderen. Arthur Christopher Moule (1908) gibt für in Schanghai gemessene Exemplare eine Länge von 27 Zentimetern sowie eine Breite von 6,3 Zentimetern in der Mitte und 5,1 Zentimetern an den Enden an. Daraus ergibt sich eine leicht konvexe Form der Längsseiten. Es sind auch flachrunde Stäbe mit anderen Abmessungen in Gebrauch.
Der Spieler hält die beiden verbundenen Stäbe beweglich in der linken Hand mit der über den Daumen geschlauften Kordel. Mit dem ebenfalls mit der linken Hand fest umklammerten einzelnen Stab schlägt er durch eine Drehbewegung des Handgelenks gegen die beiden anderen Stäbe. Die paiban wurden und werden im Theater, rituell bei Beerdigungen, von Bettlern und in der Unterhaltungsmusik zur rhythmischen Begleitung von Liedern gebraucht.
Bei paiban, die in religiösen Zeremonien verwendet werden, ist häufig der Name oder der Text einer Hymne eingraviert. Jeder der sechs Sänger, die in einem konfuzianischen Ritual mitwirken, hält in einer Hand Schlagstäbe, die er bei jedem ausgesprochenen Wort gegen die andere Handfläche schlägt. Ein Wandgemälde im Yongle Gong, einem daoistischen Tempel in der Provinz Shanxi, aus dem Jahr 1358 zeigt ein daoistisches Musikensemble mit der Querflöte dizi, dem Gongspiel yunluo, der Mundorgel sheng, der zweifelligen Sanduhrtrommel yaogu und der Klapper paiban.

### Paiban-Plattenklappern

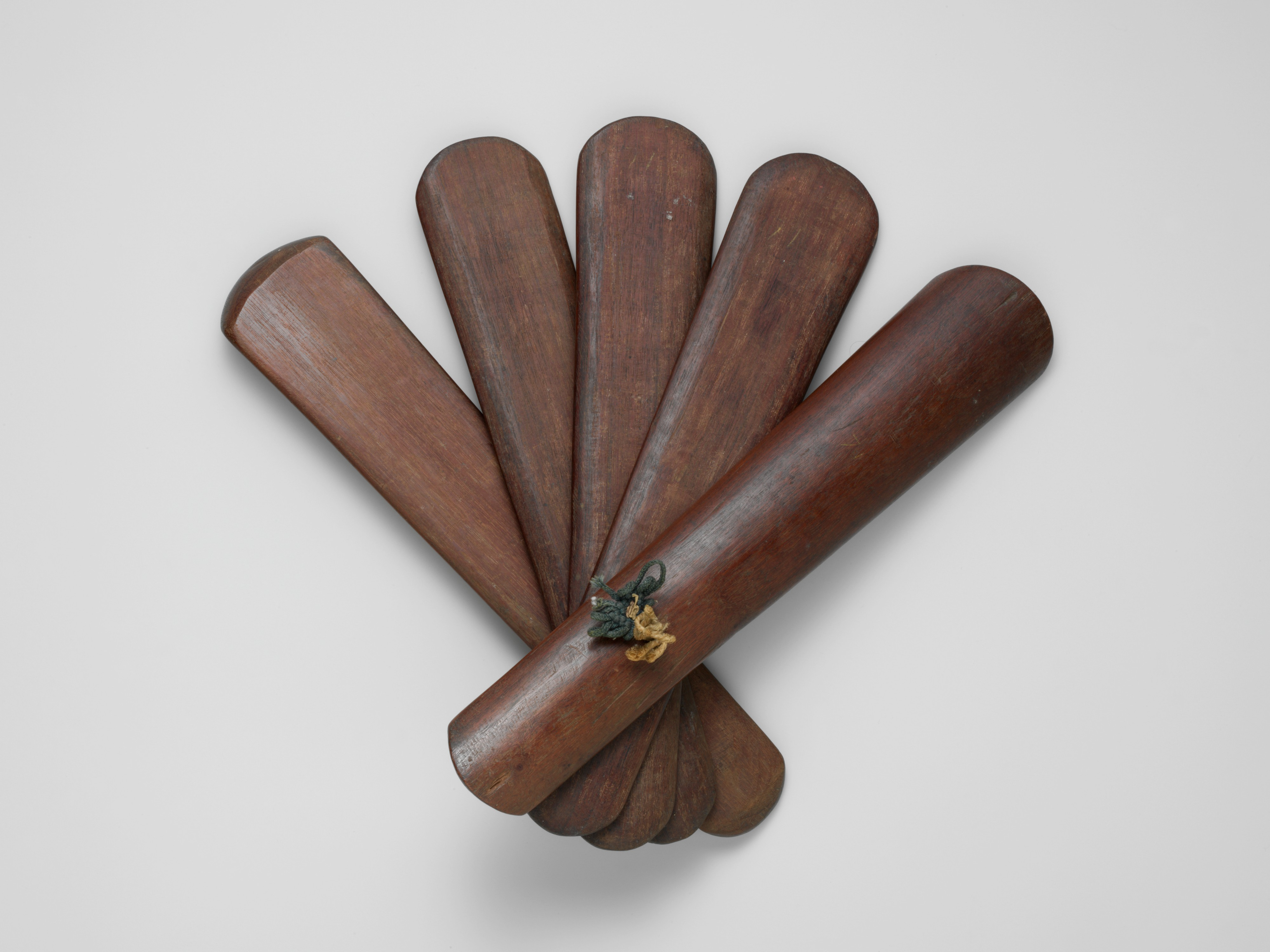
Paiban-Plattenklapper mit fünf Platten

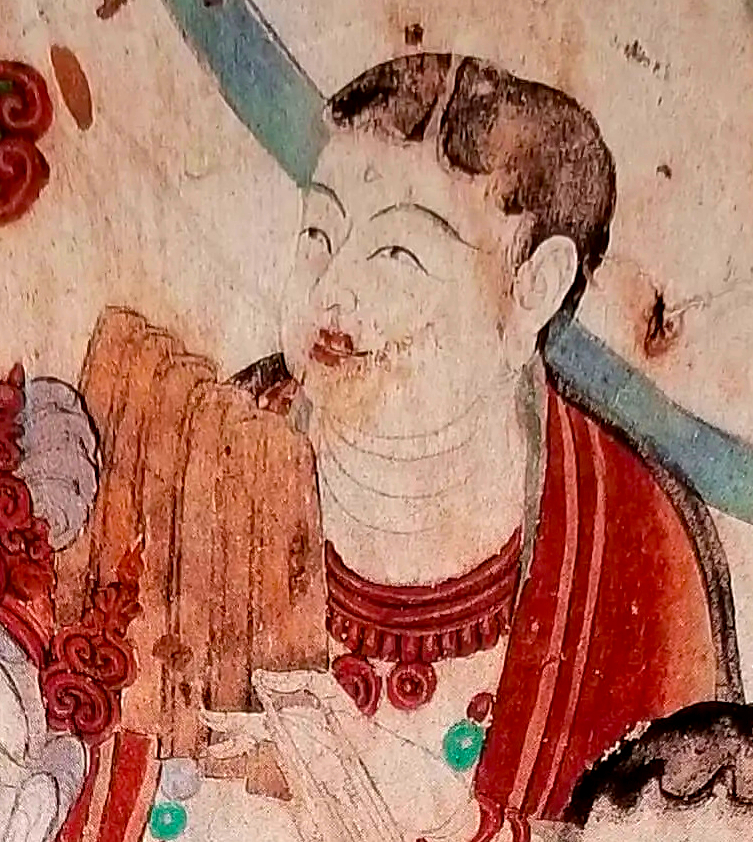
Ein Musiker mit Plattenklappern paiban. Wandmalerei in den Mogao-Grotten, Tang-Dynastie, 618–907

Aus mehreren Platten bestehende Klappern sind in etlichen Variationen ebenfalls als paiban und unter weiteren beschreibenden Namen bekannt, darunter tanban (chinesisch 檀板, Pinyin tánbǎn, „Sandelholz-Klapper“), muban (木板,  mùbǎn, „Brett-Klapper“), shuban (shou-pan, 书板,  shūbǎn, „Tafel-Klapper“) und guban (鼓板,  gǔbǎn). Plattenklappern besitzen an einem Ende zwei Löcher für die Schnur, mit der sie verbunden sind.
Der während der Fünf Dynastien und Zehn Reiche (907–960) lebende Maler Zhou Wenju (bl. 942–961) bildet mutmaßlich ein Orchester des Tang-Kaisers Tang Xuanzong (reg. 713–756) ab. Falls es sich bei dem Gemälde um eine Kopie aus der Song-Dynastie (960–1279) handeln sollte, entspräche die Darstellung einem Orchester der Song-Zeit. In jedem Fall stellt das Gemälde ein typisches altchinesisches Orchester dar, das sich aus einheimischen und fremdländischen Musikinstrumenten zusammensetzt. Einheimisch sind folgende Perkussionsinstrumente: zwei fangxiang (Metallophone), zwei paiban und eine dagu (große zweifellige Fasstrommel), während die zwei Sanduhrtrommeln yaogu zu den importierten Instrumenten zählen. Die zwei paiban legten den Takt fest.
In Xuanhua in der nördlichen Provinz Hebei blieb ein Grabbau der Liao-Dynastie vom Ende des 11. Jahrhunderts erhalten. Ein kleines Wandbild mit fünf Figuren im Grabbau Nr. 7 für einen Mann namens Zhang Wenzao gibt Aufschluss über die damaligen exorzistischen Reinigungsrituale, die zum Schutz der Verstorbenen vor bösen Mächten veranstaltet wurden. Eine der grotesk gezeichneten Figuren ist nur mit einem Lendenschurz bekleidet und hält in den ausgestreckten Händen eine große Plattenklapper. Nach der Interpretation der Ausgräber spielt die Szene in der Welt der Geister oder Dämonen. Einer der Geister wird von einem Aufseher aus der Unterwelt verhaftet und soll in die Hölle geschafft werden. Die Plattenklapper, ein Stab mit Seil und ein weiterer Gegenstand werden als Art Folterinstrumente aufgefasst. Der paiban-Spieler richtet sein Instrument gegen die anderen Figuren und produziert besondere Klänge während der Aktion. Die Klapper war zu jener Zeit bei Theateraufführungen in der weltlichen und rituellen Musik sehr beliebt.
Der in der Ming-Zeit lebende Prinz Zhu Zaiyu (1536–1610) erwähnt eine paiban, die seiner Zeichnung zufolge aus sechs Streifen bestand. Ein Ende war schmaler als das andere. Zwei in das schmale Ende gebohrte Löcher dienten dazu, die Streifen mittels einer Schnur zu verbinden. Um 1900 gab es noch vereinzelt aus sechs Teilen bestehende Klappern neben solchen aus drei Teilen oder aus acht dünnen Streifen. Eine sorgfältig geschnitzte Holztafel mit chinesischer Lackkunst im Penn Museum stellt das Leben im Palast in der Ming-Zeit dar. Darunter ist eine Szene mit zehn Musikerinnen des höfischen Orchesters, die Tänzerinnen begleiten. Zu den abgebildeten Musikinstrumenten gehören ein kleines in der Hand gehaltenes Gongspiel yunluo mit fünf Flachgongs, eine aus vier Streifen bestehende Plattenklapper, eine Langhalslaute sanxian, eine Schalenhalslaute pipa, Flöten und eine Mundorgel sheng. Die Streifen der vierteiligen Klapper maßen etwa 30 × 10 Zentimeter und waren mit einer Seidenkordel verbunden. Dieser Klappertyp war mindestens seit der Tang-Dynastie (617–907) bekannt.
Ch’ung-tu ist ein früherer Name für eine sehr alte Form einer Klapper, die aus zwölf Bambusstreifen bestand. Diese maßen ungefähr 30 × 2,5 Zentimeter und waren nur 3 Millimeter dick. Arthur Christopher Moule (1908) hält es für möglich, dass diese Klapper in den Riten der Zhou (2. Jahrhundert v. Chr.) erwähnt wurde. Die Form der Holzstreifen entspricht jedenfalls dem Beschreibmaterial, das vor der Erfindung von Papier verwendet wurde. Alle Streifen der Klapper waren an einem Ende zweimal durchbohrt und über eine Kordel miteinander verbunden. Der Spieler hielt die Klapper in der rechten Hand und schlug die Streifen wie einen Fächer gegen die linke Handfläche. Sie markierte den Takt und wurde rhythmisch verwendet.
Dieselbe fächerartige Klapper mit etwas längeren Streifen aus Bambus oder Holz wurde später shuban genannt. Um 1900 wurden shuban aus Holz bei konfuzianischen Zeremonien gebraucht. Jeder Streifen war 40 Zentimeter lang und 5 Zentimeter am oberen Ende sowie 6,3 Zentimeter am unteren Ende breit.

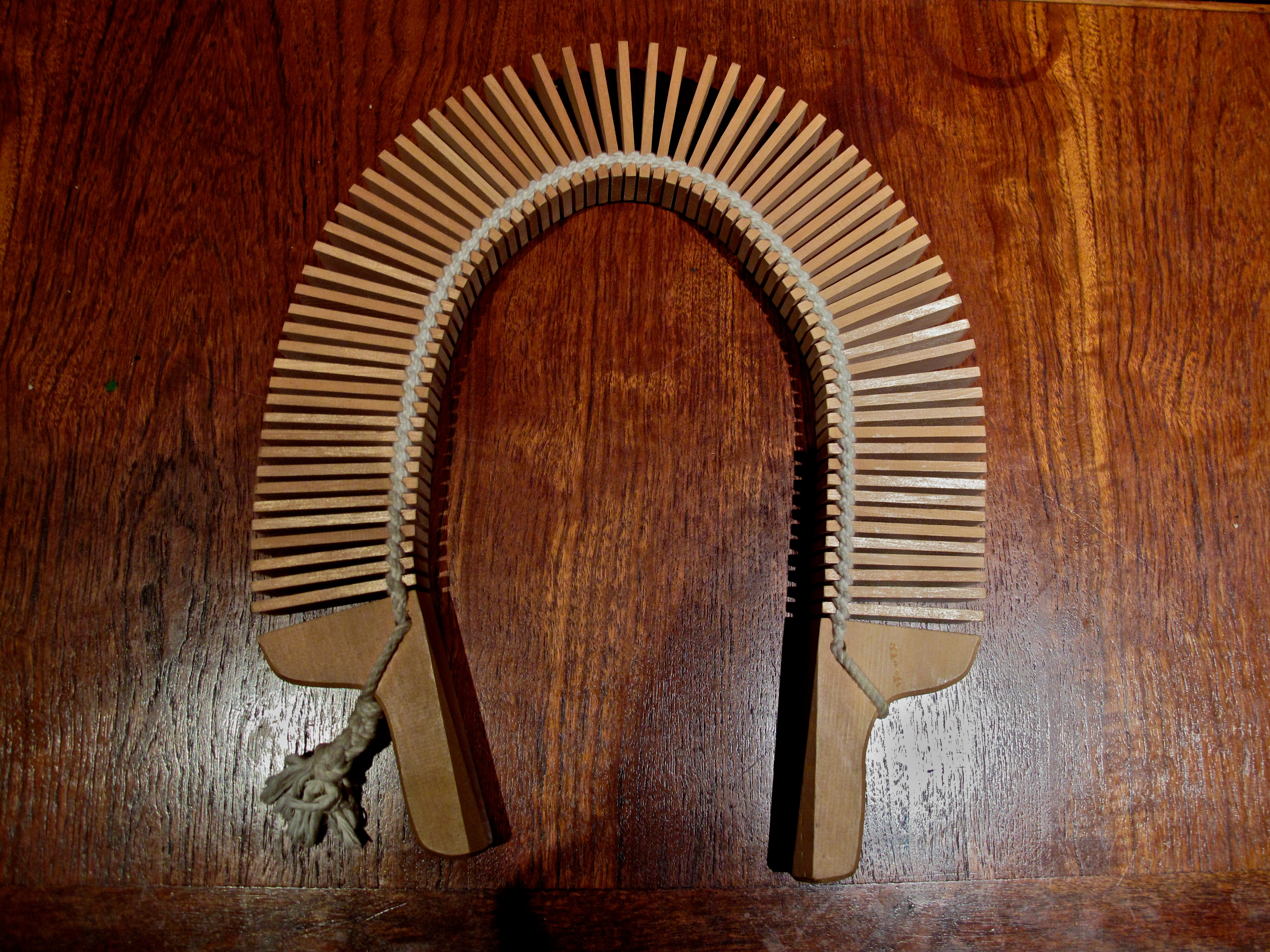
Japanische Plattenklapper binzasara

Nanguan (auch nanyin oder nanyue) ist ein alter Stil der klassischen chinesischen Musik, der in der südostchinesischen Provinz Fujian bei den dort lebenden Minnan-Sprechern verbreitet ist und mit Migranten auch nach Taiwan, auf die Philippinen und in andere südostasiatische Länder gelangte. Charakteristisch für das Genre nanguan sind einige sehr alte Musikinstrumente. Die fünf Musiker des Basisensembles formieren sich mit einer paiban (muban) in der Hand des Sängers hinten in der Mitte, links (vom Publikum aus gesehen) weiter vorne mit der Laute pipa und ganz links der Langhalslaute sanxian. Rechts sind die Bambuslängsflöte dongxiao und rechts außen die Röhrenspießgeige erxian positioniert. Beim erweiterten Ensemble, das aus zehn Musikern besteht, kommen zu den genannten Instrumenten die Kegeloboe aizai, der kleine, senkrecht in der Hand gehaltene Flachgong jiaoluo, der noch kleinere Gong xiangzhan, der in einem Korb liegt, ein Paar Glocken shuangling und zwei Paar Bambusklappern sibao hinzu.
In der traditionellen chinesischen Musik, besonders in den Operngenres, werden Melodiestücke (qupai) stilistisch in nördliche Lieder (beiqu) und südliche Lieder (nanqu) unterschieden. Die Festlegung bestimmter Melodien als qupai begann in der Yuan-Dynastie (1279–1368). Zu den qupai gehören gesungene Lieder und Instrumentalstücke. Neben stilistischen Merkmalen unterscheiden sich beide Gruppen auch in der Instrumentierung. Wie Quellen aus der Ming-Zeit erklären, werden beiqu mit Saiteninstrumenten (xiansuo) und nanqu mit guban, also mit Trommel und Klapper, begleitet. Der Ming-Gelehrte Gu Qiyuan (1565–1628) schreibt in seinem Werk Kezuo zhuiyü, „der Sänger verwendet eine kleine paiban oder ersatzweise einen Fächer und manchmal spielt er auch guban“.
In Japan bezeichnet sarara zwei hölzerne Idiophone: den Schraper surizasara aus Bambus und die Plattenklapper binzasara aus dünnen Holzplatten (seltener aus Bambus). Die wahrscheinlich auf das chinesische Vorbild paiban zurückgehende binzasara besteht aus einer wesentlich größeren Zahl von Platten (bis zu 50 oder teilweise über 100), die 6 × 3 × 0,5 Zentimeter messen. Mit Handgriffen an den Enden der zusammengebundenen Plattenreihe wird die binzasara in einem nach oben gerichteten Bogen gehalten.

### Guban

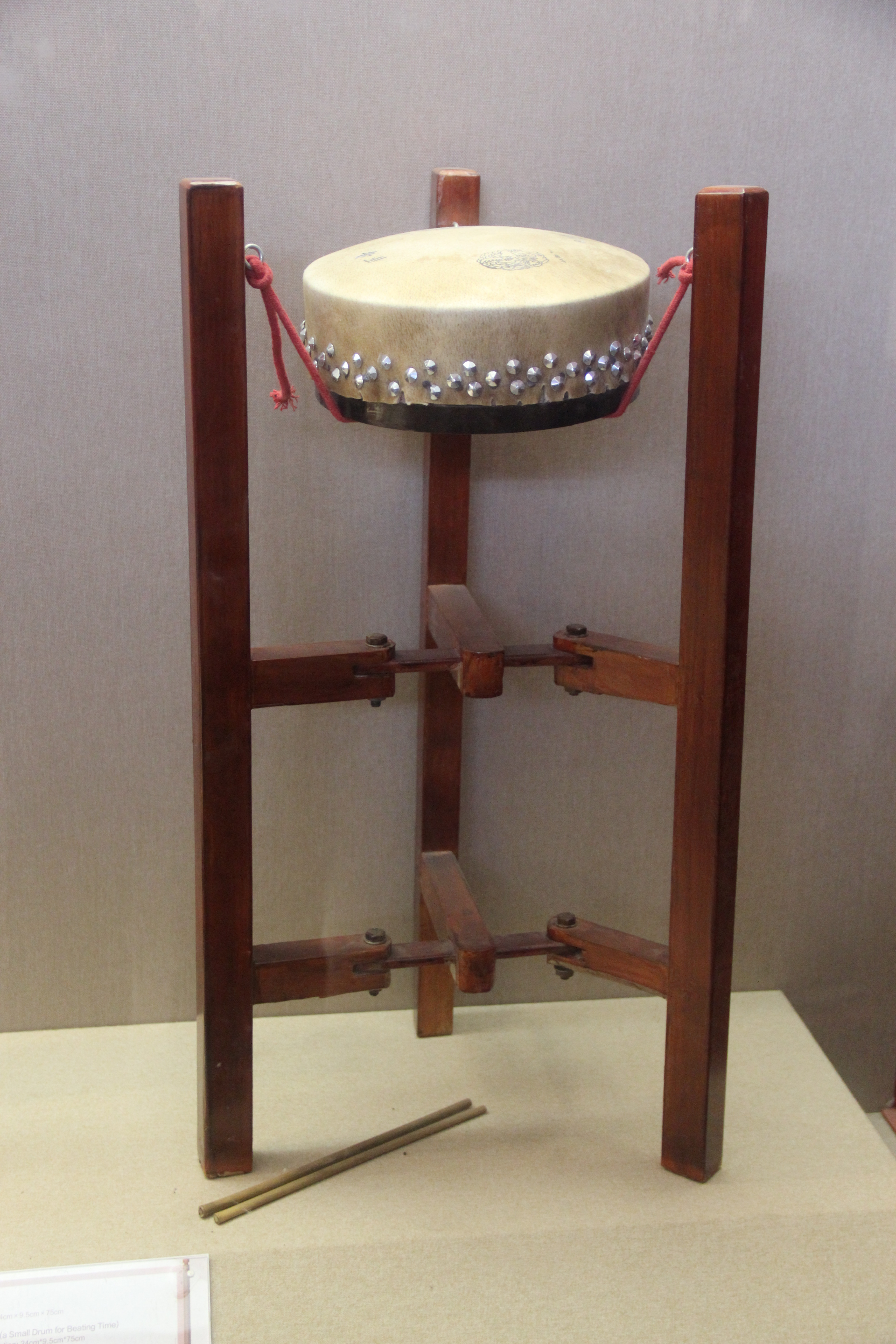
Rahmentrommel bangu im Pavillon des Prinzen Teng, Nanchang

Guban (aus gu, „Trommel“, und ban, „schlagen“) ist ein kombiniertes Perkussionsinstrument, das aus einer Rahmentrommel bangu und einer aus zwei Teilen bestehenden Plattenklapper paiban besteht. Die auch danpigu („einfellige Trommel“) und xiaogu („kleine Trommel“) genannte Trommel besteht aus einem 10 Zentimeter hohen dicken Rahmen aus verleimten Hartholzkeilen mit einem Durchmesser von etwa 25 Zentimetern. An der Zarge ist eine Tierhaut (Schweins- oder Rindshaut) festgenagelt. Die Trommel hängt waagrecht an Schnüren in einem dreibeinigen Holzgestell vor dem sitzenden Musiker, der sie – wenn einzeln gespielt – mit einem oder zwei dünnen Bambusstäben schlägt. Der Klang ist trocken und mäßig hoch.
Seit dem Ende des 18. Jahrhunderts ist die bangu das leitende Perkussionsinstrument in der Peking-Oper und anderen nordchinesischen Opernstilen. Beim Einsatz in der Peking-Oper schlägt der Musiker mit einem Stock in der rechten Hand einen Rhythmus auf das Trommelfell und produziert mit der Klapper in der linken Hand höhere Töne als Taktschläge. Die früher auch in der Kanton-Oper verwendete Trommel wurde um die Mitte des 20. Jahrhunderts durch einen höher klingenden Holzblock ersetzt.
Die Trommel-Klapper-Kombination gehört wie beispielsweise die Querflöte dizi, die Röhrenspießgeige erhu und die Mondlaute yueqin zu den in der traditionellen konzertanten Musik in der Provinz Guandong gespielten Instrumenten, während laut klingende Musikinstrumente wie die Kegeloboe suona, Gongs, Becken und Trommeln für die Musik im Freien reserviert sind.

### Bangzi
Bangzi sind hölzerne Gegenschlagstäbe (Klappern), die den Claves entsprechen, aber unterschiedlich lang sind. Arthur Christopher Moule (1908) gibt für in Schanghai gemessene bangzi (pang tzü) aus Rotholz eine Länge von 18 Zentimetern an. Die Durchmesser der ovalen Form betragen 2,5 und 3,2 Zentimeter, zum unteren Ende wird der Stab flach. Nach anderen Angaben misst ein kürzerer rechteckiger Holzklotz 20 × 6 × 4 Zentimeter. Dieser wird mit einem 25 Zentimeter langen runden Stab zusammengeschlagen, dessen leicht konische Form einen Durchmesser von 2,3 und 2,8 Zentimetern an den Enden hat. Der schwerere Stab wird in der linken hohlen Handfläche gehalten und mit dem zweiten runden Stab in der rechten Hand geschlagen.
Neben diesen bangzi, die bis heute in mehreren nordchinesischen, als „Holzklapper-Oper“ (bangzi quiang) bezeichneten Genres verwendet werden, gab es einige ähnliche Aufschlag- und Gegenschlagstäbe für rituelle Zwecke oder als Signalinstrumente. Bei Beerdigungen in Peking schlug ein an der Spitze der Prozession vor dem Sarg gehender Teilnehmer einen etwa 60 Zentimeter langen Stab aus Rotholz, den er an einer durch ein Loch in der Mitte gezogenen Schnur in der Hand hielt, mit einem dünnen Stab in der anderen Hand. Der sich unregelmäßig drehende Stab produzierte einen seltsam schwebenden Klang.
Klappern aus Rotholz waren in der Tang-Dynastie (617–907) hauptsächlich in der Volksmusik weit verbreitet und gelangten später in die höfische Musik. Seit der Song-Dynastie (960–1270) dienen sie vielfach auch als Übungsinstrumente und gehören zu kleineren Ensembles.
In der Ming-Dynastie und der nachfolgenden Qing-Dynastie (1616–1911) waren Bangzi-Volksopern in den nordchinesischen Provinzen Shaanxi und Gansu besonders populär. Das Hauptinstrument war die namensgebende Klapper. Das Prinzip dieser Singspiele waren zwei verschiedene melodische Formen, die durch geänderte Intervalle jeweils für freudige und traurige Themen passend gemacht werden konnten. Die Melodien wurden durch unterschiedliche Tempi, Rhythmen und Ausgestaltung der melodischen Phrasen variiert.
Guyue („Trommelmusik“) genannte Instrumentalensembles in der Provinz Shaanxi verwenden heute bangzi neben Melodieinstrumenten (Querflöte dizi, Mundorgel sheng, zylindrisches Doppelrohrblattinstrument guan und Gongspiele) und anderen Perkussionsinstrumenten (verschiedene Becken nao und Trommeln gu).
Chinesische Volksopern haben ein mehr oder weniger hohes Alter und gehören zu regionalen Musiktraditionen und Dialekten. Im Jahr 2015 listete das chinesische Kulturministerium 384 verschiedene chinesische Operngenres. Eine von vielen lokalen Traditionen der Holzklapper-Opern ist die Hebei-Oper, auch Hebei-bangzi, in der Provinz Hebei; weitere sind die Qin-Oper, Henan-Oper, Jin-Oper, Laiwu-Oper und die Sixian-Oper. Die ältesten Opern dieses Genres sind die Tongzhou-Oper (Tongzhou bangzi) in der Provinz Shaanxi und die Puzhou-Oper (Pu, auch Puju) in der Provinz Shanxi.
Liushan bangzi ist eine im 17. Jahrhundert entstandene regionale Operntradition in der Stadt Linyi in der Provinz Shandong. Die hauptsächlichen Melodieinstrumente zur Gesangsbegleitung sind je zwei Röhrenspießgeigen banhu und erhu. Die Perkussionsinstrumente, bestehend aus einer Klapper bangzi, mehreren Trommeln, Gongs und Becken, sollen bei der Eröffnung, bei Zwischenspielen und Kampfszenen für den Rhythmus sorgen und die Spannung steigern.
Das Gebiet um den Yongle-Tempel in der Provinz Shanxi ist bis heute für etliche regionale Volksopern bekannt, am berühmtesten ist die Holzklapper-Oper Puzhou bangzi (auch Pu-Oper).
Die Sichuan-Oper, deren Ursprungsregion die Provinz Sichuan ist, zeichnet sich durch einen schnellen Wechsel von Masken aus, mit denen ein Darsteller verschiedene Rollen verkörpert, und durch die Kombination von fünf Gesangsstilen. Der bekannteste Stil ist gaoqiang, bei dem der Gesang lediglich von Gegenschlagstäben rhythmisch begleitet wird.
Taiwan bangzi umfasst die ab 1949 nach Taiwan gebrachten Holzklapper-Opern aus der Provinz Henan. Einige stilistische Merkmale (wie Kostüme, Bühnenhintergrund) unterscheiden die Opern der Insel von den während der Kulturrevolution von 1966 bis 1976 auf dem Festland eingeführten Stilelementen.
Neben den Opern existiert eine reiche Tradition von erzählenden Liedern, die quyi genannt und von den chinesischen Opern xiqu abgegrenzt werden. Bei den quyi wird die gesungene Erzählung von einem einzelnen Musikinstrument oder einem kleinen Ensemble begleitet. Die landesweit über 200 Arten erzählender Lieder, die 1990 unterschieden wurden, lassen sich acht Grundformen zuordnen. Bei den meisten Formen begleitet sich der Sänger selbst auf einer Trommel oder einem Saiteninstrument. Die minimale musikalische Begleitung ist eine Klapper bei der Erzähltradition Ban yong. Die Erzählung wird in einem regelmäßigen Rhythmus rezitiert.
Die Jahriyya sind ein Mitte des 18. Jahrhunderts gegründeter chinesischer Sufi-Orden, der wegen seiner von anderen muslimischen Gruppen abweichenden Glaubenspraktiken und seiner Gegnerschaft zur Regierung offiziell als heterodox eingestuft wurde. Zu ihren eigenen Traditionen gehört, anstelle des obligatorischen muslimischen Gebetsrufs (adhān) von einem Minarett bangzi zu schlagen. Die Verwendung von bangzi begann nach der gewaltsamen Auseinandersetzung der Jahriyya gegen ihren Rivalen, den ebenfalls zu den Naqschbandīya gehörenden Khufiyya-Orden während der Herrschaft des Kaisers Qianlong im Jahr 1781. Aufgrund dessen wurden beiden Parteien, besonders aber den Jahriyya, weil diese als Glaubensabspaltung galten, durch den Kaiserhof einige Restriktionen auferlegt. Zu den Verboten gehörte auch der Gebetsruf, den die Jahriyya durch bangzi ersetzten. Während der Kulturrevolution durften sie auch keine bangzi für diesen Zweck verwenden. Erst als 1978 die Ausübung von Religion wieder erlaubt wurde, kehrte die Jahriyya wieder zu ihrer Praxis zurück, die Gebetszeiten mit bangzi anzukündigen. Als andere muslimische Gruppen in den 1990er Jahren begannen, den Adhān per Lautsprecher zu verstärken, waren für die Jahriyya bangzi nicht mehr laut genug und sie verzichteten darauf nach der Jahrtausendwende. Eine seitdem etablierte Ritualpraxis, die mit den fehlenden bangzi zu tun hat, ist, die Rezitation der sufischen Lobpreisgesänge madīh an-nabawī durch Lautsprecher zu übertragen.

### Nanbangzi

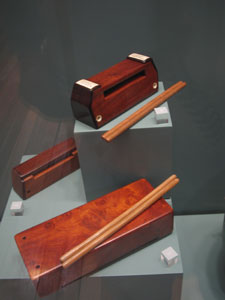
Nanbangzi

Die südchinesische Entsprechung zu den nordchinesischen Gegenschlagstäben bangzi ist der rechteckige Holzklotz nanbangzi („südlicher Holzklotz“), der an einer Längsseite geschlitzt ist und somit instrumentenkundlich zu den Schlitztrommeln gehört. Den aus Birnbaum oder einem anderen Hartholz gefertigten nanbangzi gibt es in unterschiedlichen Größen bis zu maximal ungefähr 23 Zentimeter in der Länge mit einem Querschnitt von 9 × 6 Zentimetern. Der Holzblock wird mit einem oder zwei dünnen Stäben geschlagen. Hierfür ist der mit Gongs und Becken zusammen gespielte Holzblock in einem Gestell fixiert oder er liegt auf einem Tisch.
In der Kanton-Oper, die in der Provinz Guangdong und in Hongkong gepflegt wird, haben die Holzklötze je nach Größe unterschiedliche lautmalerische Namen. Ein großer Holzblock heißt jiao (kantonesisch gok), ein mittelgroßer de (kantonesisch duk) und ein kleiner, hoch tönenden Block heißt di (kantonesisch dik).
In der Kanton-Oper gibt es wie in der Peking-Oper die beiden Melodieformen xipi und erhuang, die sich nach der Mitte des 18. Jahrhunderts aus der Anhui-Oper (der Provinz Anhui) entwickelt haben und aus Gesang mit einem regelmäßigen Rhythmus (ban) bestehen. In der Kanton-Oper wird xipi meist als bangzi bezeichnet.

### Mùyú
Mùyú, bekannt als „Holzfisch“, ist eine kleine Schlitztrommel und entspricht einem Tempelblock in der abstrahierten Form eines Fisches. Der 1609 erstmals in der chinesischen Enzyklopädie Sancai Tuhui erwähnte mùyú wird hauptsächlich zur Begleitung buddhistischer Gesänge und Rezitationen in China und in ähnlichen Formen in Japan und Korea verwendet.
Der Fisch symbolisiert erhöhte Aufmerksamkeit. Im Huainanzi, einem philosophischen Werk aus dem 2. Jahrhundert v. Chr., wird der Fisch erwähnt, als er für eine Regenmacherzeremonie im Herbst verwendet wurde. Eine dem mùyú ähnliche, aber mit 25 bis 30 Zentimetern Länge größere Schlitztrommel ist der ein Seeungeheuer symbolisierende ao yü, der von daoistischen Priestern verwendet wird.

### Sibao
Die Klapper sibao („vier Schätze“) ist ein altes besonderes Perkussionsinstrument, das in der regionalen klassischen Nanguan-Musik im Südosten verwendet wird. Sie besteht aus vier kurzen Bambusstreifen. Die Tänzer halten in jeder Hand zwei Bambusstreifen und schütteln diese.
Wesentlich größer waren die beiden über 75 Zentimeter langen Bambusstreifen chien pan (chienban), die Arthur Christopher Moule (1908) erwähnt. Blinde auf der Straße hielten sie in der linken Hand und schlugen sie mit den Fingern zusammen. Andernorts wurden die Bambusstreifen durch zwei 30 Zentimeter lange Hartholzstäbe ersetzt.